# Marokkó a 2013-as úszó-világbajnokságon
Marokkó két úszóval vett részt a 2013-as úszó-világbajnokságon, akik három versenyszámban indultak.

## Úszás
Férfi
| Versenyző       | Verseny                | Selejtező | Selejtező | Elődöntő          | Elődöntő          | Döntő             | Döntő             |
| Versenyző       | Verseny                | Idő       | Helyezés  | Idő               | Helyezés          | Idő               | Helyezés          |
| --------------- | ---------------------- | --------- | --------- | ----------------- | ----------------- | ----------------- | ----------------- |
| Bilal Achelhi   | 50 méteres hátúszás    | 26.27     | 27        | Nem jutott tovább | Nem jutott tovább | Nem jutott tovább | Nem jutott tovább |
| Mehdi El Hazzaz | 50 méteres gyorsúszás  | 24.10     | 55        | Nem jutott tovább | Nem jutott tovább | Nem jutott tovább | Nem jutott tovább |
| Mehdi El Hazzaz | 100 méteres gyorsúszás | 52.54     | 54        | Nem jutott tovább | Nem jutott tovább | Nem jutott tovább | Nem jutott tovább |